# 岩手県立大船渡東高等学校
岩手県立大船渡東高等学校（いわてけんりつおおふなとひがしこうとうがっこう、英: Iwate Prefectural Ofunato Higashi High School）は、岩手県大船渡市にある公立（県立）の高等学校である。市内での略称は東または東高（ひがしこう）。

## 沿革
- 2005年（平成17年）7月 - 岩手県立大船渡工業高等学校、岩手県立大船渡農業高等学校、岩手県立高田高等学校商業科、岩手県立広田水産高等学校家庭科を統合し、総合的な専門高校を設置することが決定[1]。
- 2007年（平成19年）10月19日 - 岩手県学校設置条例第66号により岩手県立大船渡東高等学校の設置が許可。農芸科学科・機械科・電気電子科・情報処理科・食物文化科の5学科を設置[1]。
- 2008年（平成20年）
  - 4月7日 - 新校舎工事中のため、本校舎（旧大船渡工業高校）と萱中校舎（旧大船渡農業高校）に分かれて始業式を挙行[1]。
  - 4月9日 - 開校式、第1回入学式を挙行[1]。
- 2009年（平成21年）2月27日 - 新校舎竣工[1]。
- 2011年（平成23年）5月2日 - 東日本大震災（東北地方太平洋沖地震）に伴う津波で校舎が全壊した高田高校に萱中校舎を貸し出す[2]。
- 2019年（平成31年）4月1日 - 機械電気科を設置[1]。

## アクセス
- JR大船渡線BRT・三陸鉄道リアス線 盛駅より岩手県交通バス「立根」行（立根田谷線は除く）で「大船渡東高校前」下車。